# برشی از زندگی

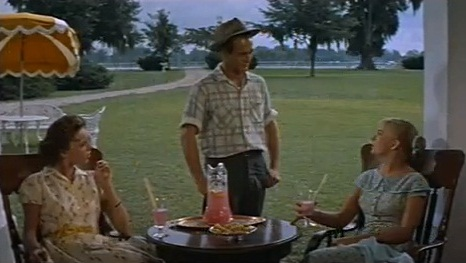
استفاده از خلاقیت های کلامی در زندگی عادی و روزمره در مکالمات با اقشار مختلف و جامعه و یا منزل یا محل کار

برشی از زندگی عبارتی است که نمایانگر استفاده از واقع‌گرایی دنیوی و ترسیم هنرمندانه و سرگرم‌کنندهٔ تجربهٔ روزانهٔ افراد است.

## پویانمایی ژاپنی
در انیمه و مانگا، «برش زندگی» نوعی ژانر است که به صورت موازی به درام و استفاده از شیوه‌های بیانی زندگی روزمره می‌پردازد.